# Curtis Peebles

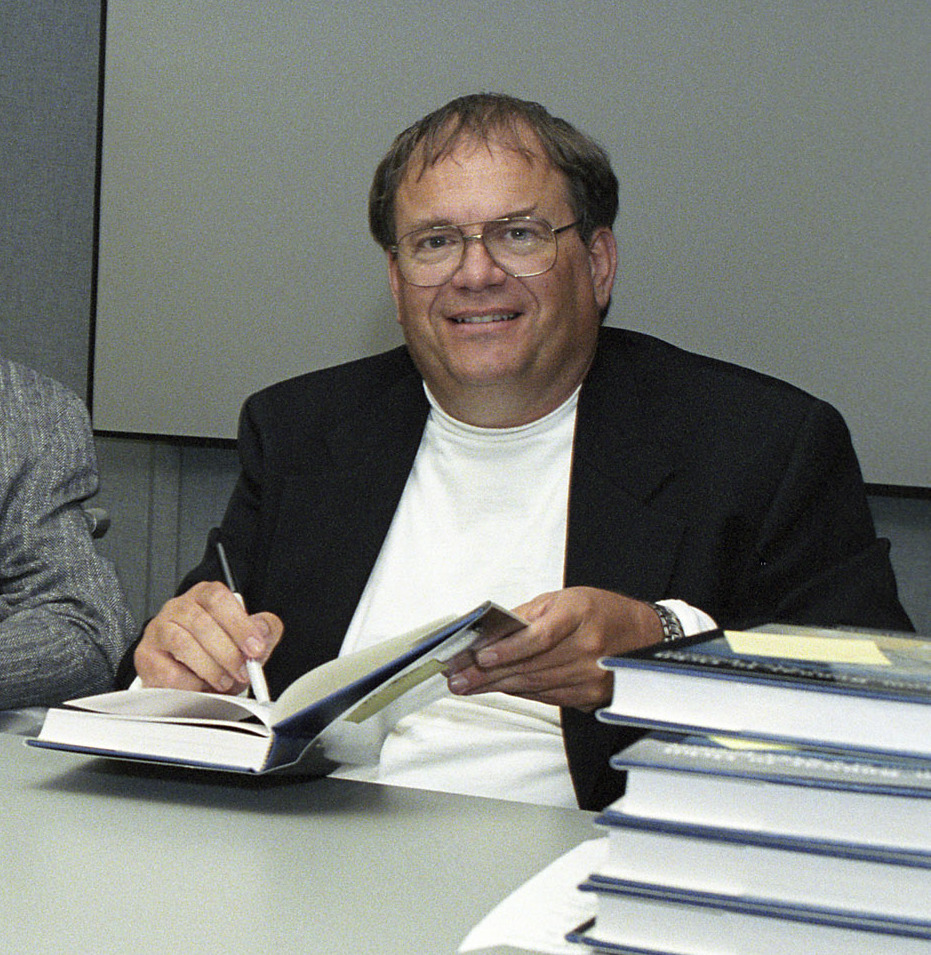
Curtis Peebles năm 2004

Curtis Peebles (4 tháng 5 năm 1955 – 25 tháng 6 năm 2017) là nhà sử học hàng không vũ trụ của Viện Smithsonian, nhà nghiên cứu và sử gia của Trung tâm Nghiên cứu Bay Dryden, đồng thời là tác giả của một số cuốn sách về các hiện tượng hàng không và trên không.
Quê quán ở San Diego, California, Peebles có mối quan tâm nhiệt tình đối với máy bay, tên lửa và chương trình không gian của Mỹ khi còn là một thiếu niên. Năm 1985, ông tốt nghiệp Đại học Tiểu bang California, Long Beach với tấm bằng Cử nhân Khoa học xã hội ngành lịch sử.
Peebles có lẽ được biết đến nhiều nhất với tư cách là một người hoài nghi hàng đầu về những vụ chứng kiến và sự cố UFO, và ông được mời phỏng vấn cho một số bộ phim tài liệu truyền hình liên quan đến UFO. Ông góp mặt trong bộ phim tài liệu năm 1997 của A&E Network mang tên "Where Are All the UFOs?", trên chương trình dài kỳ được cung cấp UFO Diaries, và qua các bộ phim tài liệu trên kênh History Channel "Unsolved History: Area 51", "Roswell: The Final Declassification" và History's Mysteries. Trong cuốn sách năm 1994 Watch the Skies!, lịch sử hoài nghi về hiện tượng UFO, Peebles đã viết: "Tôi là một người hoài nghi. Tôi tin rằng các báo cáo về đĩa bay là sự giải thích sai về các vật thể, hiện tượng và trải nghiệm thông thường. Tôi không tin bằng chứng cho thấy Trái Đất đang nằm dưới sự giám sát của tàu vũ trụ ngoài hành tinh hình đĩa." Tuy vậy, Peebles nói thêm rằng "những kết luận này là của tác giả; độc giả [của cuốn sách này] được khuyến khích để tạo nên tâm trí của chính họ." Choice: Current Reviews for Academic Libraries đã viết trong bài đánh giá về Watch the Skies! rằng "biên niên sử của huyền thoại đĩa bay này được viết tốt và cung cấp sự cân bằng hợp lý cho một chủ đề gây tranh cãi," trong khi Library Journal viết rằng "Peebles đã biên soạn một lịch sử tuyệt vời của huyền thoại hiện đại này...Ông đưa ra một lịch sử thực tế của mọi trường hợp UFO lớn kể từ năm 1947, cùng với một cuộc thảo luận về cuộc điều tra và lời giải thích chính xác có thể xảy ra."
Ngoài nghiên cứu về UFO, Peebles còn viết hàng chục cuốn sách và hơn 40 bài báo trên tạp chí liên quan đến nhiều hiện tượng trên không và lịch sử hàng không vũ trụ. Các bài viết của ông đã được xuất bản trong các ấn phẩm định kỳ như Spaceflight và Space Education Magazine. Trong số những cuốn sách của ông gồm có The Corona Project: America's First Spy Satellites, Dark Eagles: A History of Top Secret U.S. Aircraft Programs, From Runway to Orbit: Recollections of a NASA Engineer, và một loạt sách lịch sử truyền khẩu từ nhân viên bay tại Trung tâm Nghiên cứu Bay Armstrong của NASA. Cuốn sách cuối cùng của ông, Probing the Sky: Selected NACA Research Airplanes and Their Contributions to Flight, được xuất bản vào năm 2014. Bắt đầu từ năm 1977, Peebles là một nhà văn làm việc tự do cho Analytical Systems and Materials, một công ty nghiên cứu và chuyên về kỹ thuật hàng không. Ông là nhà sử học hàng không vũ trụ cho Viện Smithsonian vào những năm 1990, và từ năm 2000 đến 2013, ông là nhà nghiên cứu và nhà sử học hàng không vũ trụ cho Trung tâm Nghiên cứu Bay Dryden (ngày nay là Trung tâm Nghiên cứu Bay Armstrong). Ông là thành viên của Hội Liên hành tinh Anh, và là thành viên của Quỹ Lịch sử Thử nghiệm Bay.
Vào tháng 8 năm 2013, Peebles được chẩn đoán bị mất trí nhớ tiến triển dần theo từng giai đoạn, khó hồi phục được. Ông qua đời vào ngày 25 tháng 6 năm 2017 ở tuổi 62.

## Ấn phẩm
- Watch the Skies! A Chronicle of the Flying Saucer Myth, 1994.  Smithsonian Institution Press.  ISBN 1-56098-343-4
- Asteroids: a History, 2001, Smithsonian Institution Press, ISBN 1-56098-982-3 (or 2000, ISBN 1-56098-389-2).
- Twilight Warriors: Covert Air Operations Against the USSR, 2005, Naval Institute Press, ISBN 1-59114-660-7
- The Moby Dick Project: Reconnaissance Balloons over Russia, 1991, Smithsonian Books, ISBN 1-56098-025-7
- Dark Eagles: A History of Top Secret U.S. Aircraft Programs, 1997. ISBN 0-89141-623-4
- Shadow Flights ISBN 0-89141-700-1
- Guardians: Strategic Reconnaissance Satellites ISBN 0-89141-284-0
- Battle for Space ISBN 0-8253-0160-2
- High Frontier: The U.S. Air Force and the Military Space Program, 1997. ISBN 0-16-048945-8
- The Corona Project: America's First Spy Satellites, Annapolis: Naval Institute Press.  ISBN 1-55750-688-4.
- Flying Without Wings: NASA Lifting Bodies and the Birth of the Space Shuttle (Smithsonian History of Aviation and Spaceflight) (viết chung với Milton O. Thompson), 1999 ISBN 0-947554-78-5